# Wilhelm Gustloff (1938)
El Wilhelm Gustloff fue un Crucero alemán construido en el astillero Blohm & Voss, que entró en servicio en 1938 durante el periodo de paz de la Alemania nazi. En la Segunda Guerra Mundial sirvió como buque nodriza de submarinos, buque hospital y transporte de evacuación durante la Operación Aníbal hacia el final de la contienda. El 30 de enero de 1945 fue torpedeado por el submarino soviético S-13 bajo el mando de Aleksandr Marinesko, y se hundió con 9343 personas a bordo, lo que supuso la mayor tragedia marítima de la historia.

## Historia
El transatlántico Wilhelm Gustloff fue el proyecto número 511 de los astilleros Blohm & Voss en Hamburgo, Alemania, en 1936. Fue construido por orden directa de Adolf Hitler y entró en servicio el 14 de marzo de 1938. Inicialmente iba a ser llamado Adolf Hitler, pero para efectos propagandísticos fue bautizado en memoria del político nacionalsocialista suizo Wilhelm Gustloff, asesinado en febrero de 1937.
De diseño imponente y moderno, con ocho cubiertas, tenía una altura de 55 m medida desde la quilla.
Estaba dotado de instalaciones adecuadas con cubiertas de paseo espaciosas y funcionales; sus alojamientos no tenían divisiones por clase según el poder adquisitivo, sino que todos los camarotes poseían el mismo confort. Poseía una piscina climatizada en su interior en la cubierta E, siete grandes cocinas, confortables comedores comunes y amplios gimnasios.

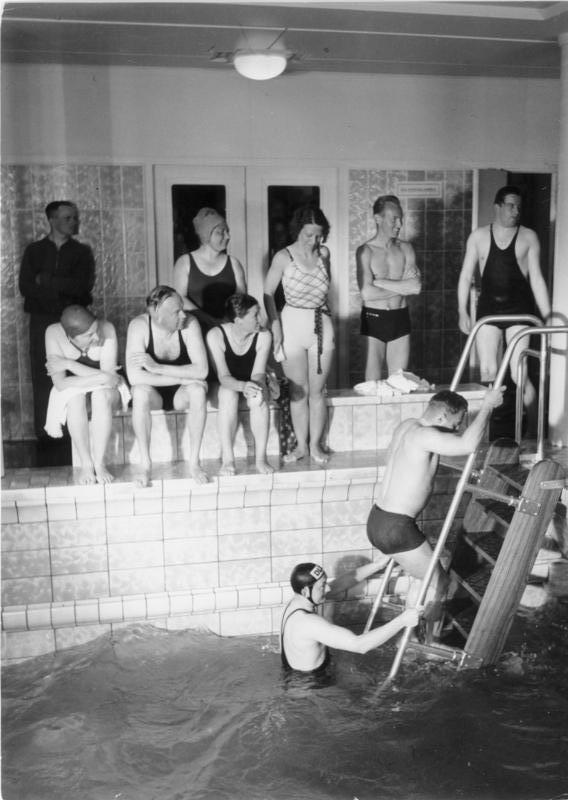
Piscina interior climatizada en la cubierta E.

El proyecto que materializó al Wilhelm Gustloff se enmarcó bajo el programa del sindicalista Robert Ley, denominado Kraft durch Freude ("Fuerza a través de la Alegría", en alemán), para la clase obrera alemana que contemplaba entre otras acciones, la recreación popular a bajo costo en tiempo de paz. El programa resultó todo un éxito y los cupos para los cruceros por el mar Báltico estaban siempre copados. Su viaje inaugural fue el 21 de abril de 1938 con destino a la isla de Madeira, en Portugal.
Su primer capitán, Carl Lübbe (de 55 años en ese momento), lo condujo a través del río Elba en medio de una gran cobertura periodística. Sin embargo, al día siguiente, el capitán Lübbe falleció de un ataque al corazón en el puente de mando, siendo reemplazado por el anciano capitán Friedrich Petersen (de 70 años), quien concluyó el viaje exitosamente.
Fue operado por la firma Hamburg Süd Line en el mar Báltico, llevando en sus cubiertas a los trabajadores alemanes en periodo de vacaciones desde 1938 hasta mayo de 1939.  
El Wilhelm Gustloff se utilizó para repatriar desde España a la Legión Cóndor que participó en la Guerra Civil Española y seguidamente fue anclado en Gotenhafen.
En agosto de 1939 pasó a ser transformado en buque hospital, estando destinado en el puerto de Danzig hasta mayo de 1940; fue requisado el 1 de octubre de ese año por la Kriegsmarine para servir como buque nodriza de submarinos; pero antes, desde mayo a julio, había sido utilizado como buque hospital durante la invasión de Noruega, siendo anclado en Oslo, sirviendo para los heridos de la Wehrmacht.  
Se le pintó sobre su casco blanco una franja verde a lo largo de la eslora del buque y además se le agregó el emblema de la Cruz Roja Internacional en la chimenea. Su designación naval fue Lazarettschiff D.
El Wilhelm Gustloff fue trasladado a Stettin en octubre de 1940 para ser preparado como transporte de tropas y buque hospital en la Operación León Marino, pero el fracaso de la Luftwaffe en conquistar la supremacía aérea sobre el Reino Unido lo devolvió a Oslo como buque hospital.

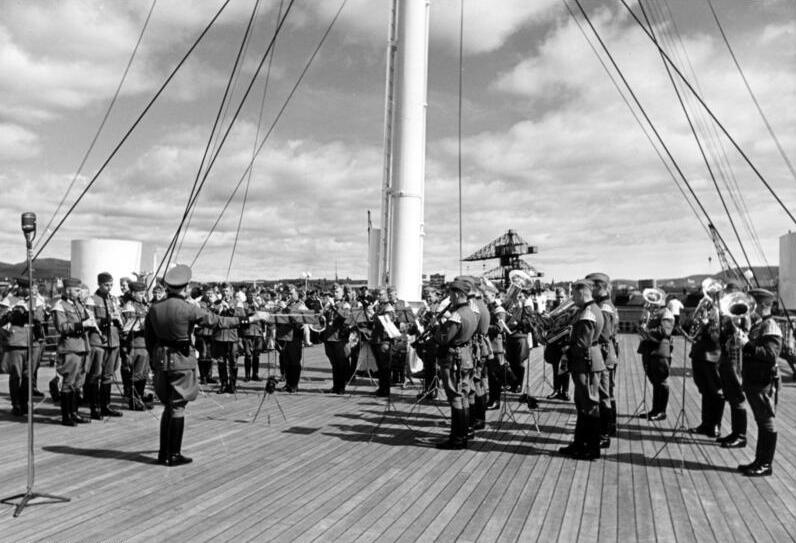
Orquesta de la policía militar tocando en la cubierta (Oslo, 1940).

Desde fines de 1940 hasta 1943 sirvió como buque cuartel y alojamiento para la Armada sirviendo como buque cuartel de submarinos en Gotenhafen. El buque fue pintado en gris naval y se le eliminaron todas las características como buque hospital. Sobre su cubierta se le dotó de armamento antiaéreo consistente en 3 cañones de 105 mm y 4 cañones automáticos de 20 mm por banda, pasando a ser un buque estrictamente militar.

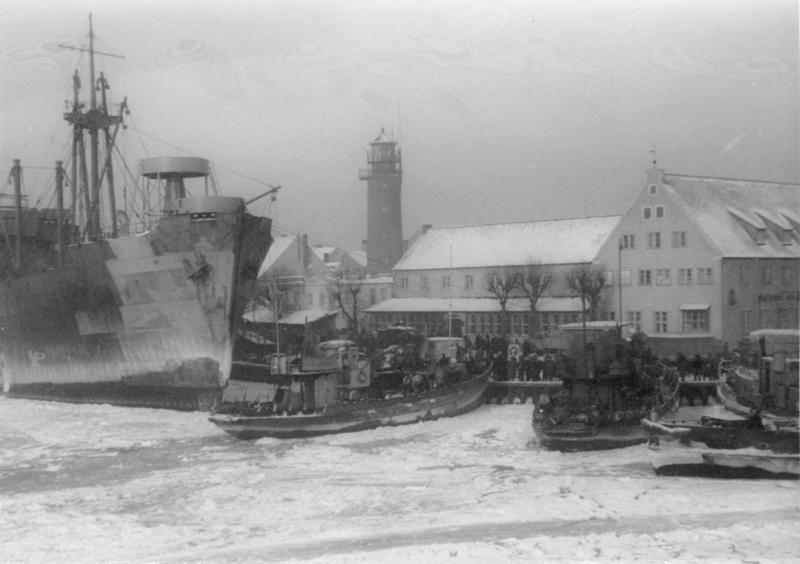
Refugiados alemanes en el Puerto de Pillau, 26 de enero de 1945.

Con el avance de las fuerzas soviéticas hacia territorio alemán por la Prusia Oriental, la situación para Alemania se torna dramática por los miles de refugiados alemanes que escapan ante las atrocidades de la guerra y el embate soviético. La Kriegsmarine lo destina junto con otros trasatlánticos para la operación de rescate de refugiados civiles y militares alemanes provenientes de la Prusia Oriental que llegaban a Gotenhafen para ser enviados a Kiel o Hel, bajo la denominada Operación Aníbal.

## Hundimiento
En enero de 1945, en medio de un invierno riguroso con temperaturas de -20 °C, la situación de Alemania se deterioraba dramáticamente: unos 75 000 refugiados civiles y militares alemanes convergían en los puertos de Dánzig y Pillau y unos 7 millones de fugitivos huían desde la Prusia Oriental por el corredor polaco hacia Alemania, sin apenas alimentos o medicamentos, en el frío invernal, colapsando los caminos y carreteras hacia la costa con atascos de unidades de la Wehrmacht que se dirigían al frente, atacados por la artillería y la Fuerza Aérea Soviética que bombardeaban todo y temiendo la rabia soviética por los millones de víctimas causadas por la invasión alemana.
El almirante Karl Dönitz dio la orden a sus submarinos de huir hacia los puertos del oeste y a todas las unidades de superficie mayores y menores disponibles de evacuar a los connacionales a los puertos seguros de Kiel o Hel. A esta operación de rescate se la denominó Operación Aníbal.
Entre las grandes unidades de superficie estaban los cruceros pesados Deutschland, Admiral Scheer, los transatlánticos Goya, General Steuben y Wilhelm Gustloff, el mayor de todos. Las menores eran remolcadores, yates de paseo e incluso chalupas motorizadas y pesqueros. El Wilhelm Gustloff mantenía su presentación como buque de carácter militar.
El buque estaba desde el 21 de enero en Danzig evacuando a militares y seguidamente a civiles, comenzando por las mujeres y los niños. En la piscina interior drenada se estableció un puesto de enfermería con 375 enfermeras auxiliares de la Armada que atendían a los heridos, y además se encontraban a bordo 1.000 cadetes submarinistas que acababan de terminar su entrenamiento. La cantidad de personas embarcadas en el Wilhelm Gustloff oficialmente era de 8.000 personas pero estas aumentaron a 10.500, lo que hacía que la estadía en el buque fuera insoportable, dado que muchos refugiados estaban a la intemperie en las cubiertas superiores expuestos a la hipotermia.
La Kriegsmarine estaba informada de la presencia de submarinos rusos en la salida de la bahía de Danzig y muchos transportes atestados de pasajeros se exponían a ser atacados si no contaban con protección antisubmarina. 
A las 12 horas del 30 de enero de 1945, los capitanes Friedrich Petersen (civil) y Wilhelm Zahn (DKM) al mando de Wilhelm Gustloff recibieron la orden de zarpar. El barco atestado se separó del atracadero mediante remolcadores y afuera de la bahía lo esperaban dos torpederos escoltas, el transatlántico Hansa, el torpedero T-36 y el torpedero Löwe. El Hansa acusó desperfectos de máquina y debió quedarse. 
Mientras salía de la bahía, los capitanes en el puente deliberaron cuál era la ruta más conveniente a tomar. Zahn abogaba por rodear la costa de Wlasislowo por dentro de la isla de Bornholm, en aguas someras para evitar el torpedeamiento; pero se impuso el criterio de Petersen de ir en aguas profundas por fuera de la citada isla al encuentro de un convoy.   
Mientras el Wilhelm Gustloff navegaba al anochecer, a eso de las 20:30 horas, la radio transmitió el último discurso de Adolf Hitler con motivo del aniversario de la toma del poder, el cual fue difundido en los altavoces al interior de buque para la escucha de los refugiados y que duró unos 18 minutos.   
El buque navegaba en aguas sometidas a un viento borrascoso y gélido, bajo una luz lunar que se traslucía en la borrasca y con total oscurecimiento. En el interior reinaba una atmósfera de solidaridad entre los tripulantes y refugiados, quienes estaban esperanzados en el término temporal de sus penurias como fugitivos.  
Hacia las 21 horas, ya traspasando el norte de la isla de Bornholm, un mensaje de radio indicó al Wilhelm Gustloff que un dragaminas se acercaba al trasatlántico. Petersen dio la orden de encender las luces de navegación a fin de no chocar con el dragaminas.

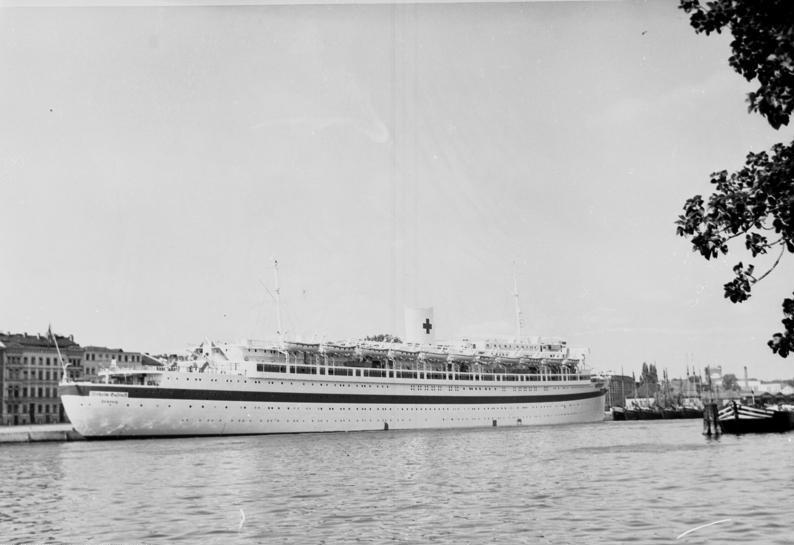
El Wilhelm Gustloff recién pintado como buque hospital (1939).

El buque, con las luces encendidas, fue detectado por el submarino soviético S-13, al mando de Aleksandr Marinesko, quien ordenó de inmediato cargar cuatro torpedos mientras se colocaba en posición de ataque.
A las 21:08 horas, tres torpedos hicieron impacto por estribor en el Wilhelm Gustloff; el primer torpedo alcanzó el sector de proa, el segundo dio en el sector de la piscina interior en la cubierta E, matando a la mayoría de las enfermeras de la Armada y el tercero dio hacia la popa, inutilizando los generadores y cortando el suministro de energía eléctrica. El Wilhelm Gustloff se inclinó inmediatamente a estribor en medio del caos interior y la oscuridad. Miles de refugiados saltaban a las heladas aguas y otros miles luchaban por salir del navío incluso por los ojos de buey. El pánico total cundió produciendo atascos e impidió una evacuación ordenada y el correcto uso de los botes salvavidas, hubo suicidios en masa de personas convencidas de que su fin había llegado. Hacia el final del hundimiento, el navío se adrizó, lo que permitió la salida de más personas.
El cuarto torpedo no logró salir del tubo lanzatorpedos del submarino soviético, provocando una acción de emergencia para desactivarlo. El Wilhelm Gustloff tardó 50 minutos en irse al fondo del mar.
El rescate no se hizo esperar y acudieron inmediatamente al lugar del hundimiento el torpedero T-36, que rescató 564 sobrevivientes, el torpedero Löwe logró sacar 472 personas de las gélidas aguas, el vapor Göttingen salvó a 28 sobrevivientes, otro torpedero, el T-19 rescató a 7 personas, el carguero Gotland tomó a dos personas y una lancha schnellboot V-1703 rescató a un bebé. En total sobrevivieron y se rescataron unas 1.239 personas; pero fallecieron unas 9.300 ya fuera por quedar atrapadas y ahogarse en el interior del navío o por hipotermia. Tanto los capitanes Petersen como Zahn salvaron sus vidas, mientras que de las 375 enfermeras de la Armada sólo se salvaron tres. Solo se abrió un sumario contra Zahn por el desastre pero fue archivado a causa del inminente colapso total de Alemania. 
El Wilhelm Gustloff se hundió a 44 m de profundidad quedando su quilla en las coordenadas geográficas 55°04′22″N 17°25′17″E / 55.07278, 17.42139. Más tarde, los soviéticos dinamitaron el pecio para evitar futuras investigaciones por el crimen de guerra cometido sin lograr destruirlo, quedando en tres secciones que fueron redescubiertas y filmadas en 1995 por buzos de aguas profundas. El hundimiento del Wilhelm Gustloff fue la peor tragedia marítima de la historia con 9.300 fallecidos y únicamente 1.200 sobrevivientes que fueron recogidos por otros barcos, se hundió a las 22:00 horas del 30 de enero de 1945 y sus restos yacen en las heladas aguas del mar baltico.   

## Legado

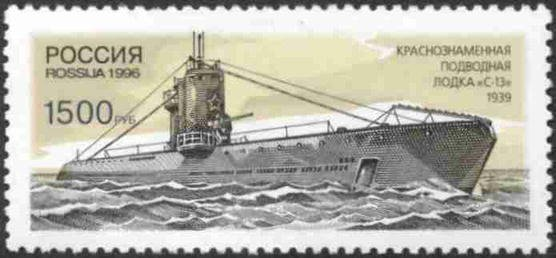
Sello ruso de 1996 que muestra al submarino S-13 que atacó y hundió al Wilhelm Gustloff.

Aleksandr Marinesko, el ejecutor del Wilhelm Gustloff y 10 días más tarde autor del hundimiento del General von Steuben agregando un mínimo de 4.500 víctimas más, alegó que el buque alemán era un legítimo blanco militar, ya que no llevaba la apariencia de un buque hospital y sus tácticas de torpedeamiento a estos navíos fueron consideradas como estándares a seguir por la Academia Naval Soviética. 
A pesar de estos méritos militares, el Alto Mando Naval de la Unión Soviética representado por Nikolái Gerásimovich Kuznetsov se negó a reconocer a Marinesko como merecedor al título de Héroe de la Unión Soviética calificándolo no compatible con el perfil de héroe, descalificándolo principalmente debido a su alcoholismo, indisciplina y su carácter conflictivo.
Desacreditado, Marinesko fue destinado a trabajos secundarios en la Armada Soviética a cargo de una superintendencia, y poco más tarde fue acusado de dilapidación de bienes, por lo que tuvo que presentar su renuncia y pasar dos años recluido en el campo de concentración de Kolyma. Al finalizar su sanción, Marinesko era, para honor a la justicia, un hombre absolutamente arruinado e indigente, y falleció de úlcera en Leningrado. En 1990, fue reivindicado como un Héroe de la Unión Soviética cuando se cumplió el 50.º aniversario de la Gran Guerra Patria. 
El hundimiento del Wilhelm Gustloff es hoy considerado como la mayor tragedia marítima de la historia.

## El Robert Ley
Con el éxito del Wilhelm Gustloff, se preparó la segunda nave que se estaba construyendo para la KdF. El Robert Ley fue entregado el 24 de marzo de 1939 y tras las pruebas de mar hizo su viaje inaugural el 18 de abril de 1939. 
La mayoría considera al Robert Ley «estéticamente menos agradable» que su hermano, pero poseía grandes espacios abiertos e igualdad de alojamiento para los pasajeros y la tripulación. En mayo de 1939, se unió al resto de la flota de la KdF para el viaje de la Legión Cóndor a España y de regreso. El Robert Ley sólo completó 13 viajes antes del estallido de la Segunda Guerra Mundial, el 1 de septiembre de 1939. 
Inició su servicio junto a su gemelo, el Wilhelm Gustloff, en calidad de Lazarettschiff B (buque hospital) desde el 25 de agosto de 1939 hasta el 22 de noviembre de 1939. Luego fue modificado como buque de alojamiento en 1940.

### Cronología de servicio
- 1940 - Sirve como buque de alojamiento.
- 1942 - Sirve como buque cuartel.
- 29 de julio de 1944 - sirvió de VTS (VTS = Verwundeten-Transportschiffe/Buque de Transporte para soldados heridos y enfermos durante grandes evacuaciones).
- 9 de septiembre de 1944 - Sirve como buque de alojamiento.

El Robert Ley participó en las mismas evacuaciones durante las cuales se había hundido el Wilhelm Gustloff en enero de 1945, pero sobrevivió y sirvió como buque de transporte en Hamburgo hasta marzo de 1945. Sin embargo, el 9 de marzo de ese año, los bombarderos de la Royal Air Force encontraron el antiguo buque insignia en el muelle en Hamburgo y lanzaron bombas que explotaron en sus cubiertas. En cuestión de instantes, el crucero estaba en llamas de proa a popa.
Después del incendio, el buque quemado y oxidado quedó en Hamburgo hasta que fue remolcado a Inglaterra en 1947 para ser desguazado.

## En la literatura
Ruta Sepetys, escritora estadounidense, escribió la novela de ficción Lágrimas en el Mar basada en los hechos acaecidos con el Wilhelm Gustloff. «Una prima de mi padre estuvo a punto de embarcar en el Wilhelm Gustloff y me pidió que diera voz a aquellos que murieron creyendo que sus historias se habían hundido con ellos»; este es el origen de la novela, en palabras de la autora.
Kepa Menéndez, escritor español, es autor del thriller La Ficha 145 de Núremberg, que tiene como protagonistas el naufragio del Wilhelm Gustloff, los episodios más trascendentes de la Segunda Guerra Mundial y los últimos días del Ferrocarril Vasco-Navarro. Para la realización de la novela, Kepa Menéndez contó con testimonios reales de supervivientes de la mayor tragedia marítima de la historia, así como con el asesoramiento de The Wilhelm Gustloff Museum.

## En el cine
En 1959 se estrenó una película alemana en blanco y negro sobre el hundimiento, llamada Darkness fell in Gotenhafen (Nacht fell uber Gotenhafen), dirigida por Frank Wisbar y protagonizada por Sonja Ziemann. Luego, en 2008, se estrenó una película para TV, llamada Die Gustloff, dirigida por Joseph Vilsmaier y protagonizada por Kai Wiesinger.